# Andarzī
Andarzī (persiska: اندرزی) är en ort i Iran.   Den ligger i provinsen Khorasan, i den nordöstra delen av landet, 700 km öster om huvudstaden Teheran. Andarzī ligger 1 253 meter över havet och antalet invånare är 436.
Terrängen runt Andarzī är platt åt nordost, men åt sydväst är den kuperad.Runt Andarzī är det ganska glesbefolkat, med 36 invånare per kvadratkilometer. Närmaste större samhälle är Qezel Kand, 10,9 km öster om Andarzī. Omgivningarna runt Andarzī är i huvudsak ett öppet busklandskap.